# Gobiesox
Gobiesox es un género de peces de la familia Gobiesocidae.

## Distribución y hábitat
La mayoría de las especies habitan aguas costeras marinas y salobres, pero G. lanceolatus es una especie de aguas profundas que se encuentra a unos 300 m (980 pies) de profundidad, y siete especies (G. cephalus, G. fluviatilis, G. fulvus, G. juniperoserrai, G. juradoensis, G. mexicanus y G. potamius) provienen de ríos y arroyos de corriente rápida. Estas siete especies son los únicos peces de agua dulce conocidos.
El género incluye especies comunes y de amplia distribución, así como especies más restringidas, prácticamente desconocidas. Tres especies de agua dulce endémicas de México (G. fluviatilis, G. juniperoserrai y G. mexicanus) están amenazadas por las autoridades mexicanas, y tres especies endémicas de pequeñas islas costeras (G. aethus y G. canidens de las islas Revillagigedo, y G. woodsi de la isla del Coco) están consideradas vulnerables por la Unión Internacional para la Conservación de la Naturaleza.

## Especies
- Gobiesox adustus D. S. Jordan y C. H. Gilbert, 1882
- Gobiesox aethus (Briggs, 1951)
- Gobiesox barbatulus Starks, 1913
- Gobiesox canidens (Briggs, 1951)
- Gobiesox cephalus Lacépède, 1800
- Gobiesox crassicorpus (Briggs, 1951)
- Gobiesox daedaleus Briggs, 1951
- Gobiesox eugrammus Briggs, 1955
- Gobiesox fluviatilis Briggs y R. R. Miller, 1960
- Gobiesox fulvus Meek, 1907
- Gobiesox juniperoserrai Espinosa-Pérez y Castro-Aguirre, 1996
- Gobiesox juradoensis Fowler, 1944
- Gobiesox lanceolatus Hastings y Conway, 2017
- Gobiesox lucayanus Briggs, 1963
- Gobiesox maeandricus (Girard, 1858)
- Gobiesox marijeanae Briggs, 1960
- Gobiesox marmoratus L. Jenyns, 1842
- Gobiesox mexicanus Briggs y R. R. Miller, 1960
- Gobiesox milleri Briggs, 1955
- Gobiesox multitentaculus (Briggs, 1951)
- Gobiesox nigripinnis (W. K. H. Peters, 1859)
- Gobiesox papillifer C. H. Gilbert, 1890
- Gobiesox pinniger C. H. Gilbert, 1890
- Gobiesox potamius Briggs, 1955
- Gobiesox punctulatus (Poey, 1876)
- Gobiesox rhessodon R. S. Eigenmann, 1881
- Gobiesox schultzi Briggs, 1951
- Gobiesox stenocephalus Briggs, 1955
- Gobiesox strumosus Cope, 1870
- Gobiesox woodsi (L. P. Schultz, 1944)